# Red de acceso

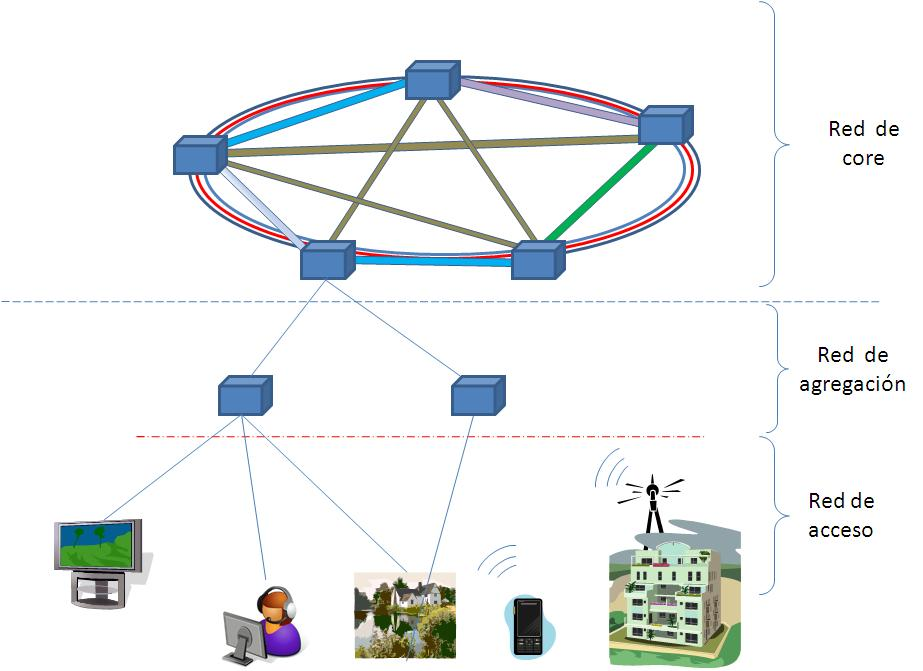
Esquema general de una red de telecomunicaciones donde se pueden observar los distintos niveles, siendo la red de acceso la que interacciona directamente con los dispositivos de los usuarios.

Red de acceso hace mención a aquella infraestructura de la red de comunicaciones que conecta a los usuarios finales o abonados con algún proveedor de servicios (siempre y cuando se encuentren en el área de cobertura del mismo) y es complementaria al núcleo de red. Muchos de los avances tecnológicos que se pueden percibir directamente en el área de las telecomunicaciones corresponden a esta parte de la red, la misma que puede subdividirse en red de distribución/agregación y red de último kilómetro. Esta denominación es independiente de los medios o protocolos utilizados.
Cabe mencionar la diferencia entre:
- Medios de transmisión (MT): Soportes físicos necesarios para la emisión y recepción de señales.
- Tecnologías de Telecomunicación (TT): Técnicas relacionadas con el tratamiento de las señales. Ejemplos: Modulación, bandas de frecuencia, etc.
- Sistemas de Telecomunicación: Conjunto de medios de transmisión, tecnologías de telecomunicación y inteligencia para soportar los distintos servicios ofrecidos.

Encontramos principalmente dos tipos de clasificación para las redes de acceso:
- Según el medio de transmisión:
  - Par de cobre
  - Cable coaxial
  - Inalámbrico
  - Fibra óptica
  - Red eléctrica
- Según el ancho de banda:
  - Banda estrecha
  - Banda ancha

## Tecnologías según su ancho de banda
| Tecnología                                              | Medio físico                 | Topología                       | Distancia(km) | Organismo   |
| ------------------------------------------------------- | ---------------------------- | ------------------------------- | ------------- | ----------- |
| Digital Subscriber Line (DSL)                           | par de cobre                 | punto a punto                   | <6            | UIT-T,ETSI  |
| Hybrid Fiber Coaxial (HFC)                              | Fibra óptica y cable Coaxial | bidireccional, medio compartido | 40            | DOCSIS, DVB |
| Power Line Communications (PLC)                         | cable eléctrico              | bidireccional, medio compartido | 0.25          | ETSI, IEEE  |
| Fibra Óptica (Fiber to the x, FTTx)                     | Fibra óptica                 | bidireccional                   | 20            | UIT-T, FSAN |
| Local Multipoint Distribution System (LMDS)             | 3,5GHz, 26GHz                | bidireccional, medio compartido | 8             | IEEE        |
| Worldwide Interoperability for Microwave Access (WIMAX) | 2,5-3GHz, 5GHz               | bidireccional, medio compartido | 40-70         | IEEE        |
| Universal Mobile Telecommunications System (UMTS)       | 1.7-2.2GHz                   | bidireccional, medio compartido | 3             | ETSI        |
| Long term evolution (LTE)                               | 900, 1800, 2600MHz           | bidireccional, medio compartido | 50 (5 óptimo) | ETSI 3GPP   |
| 5G                                                      | 700MHz, 3,5GHz               | bidireccional, medio compartido | 1             | 3GPP        |
| Satélite                                                | 11-14 GHz, 20-30GHz          | bidireccional, medio compartido | -             | DVB, ETSI   |
| Radio digital                                           | MF, HF, UHF                  | difusión, punto a multipunto    | decenas       | ETSI, UIT   |
| Televisión digital terrestre(TDT)                       | UHF                          | difusión, punto a multipunto    | 30            | DVB, ETSI   |

| Tecnología                                              | Medio físico | Topología                       | Distancia(km) | Organismo |
| ------------------------------------------------------- | ------------ | ------------------------------- | ------------- | --------- |
| Red Telefónica Conmutada (RTC)                          | Par de cobre | punto a punto                   | 8             | UIT-T     |
| Red Digital de Servicios Integrados (RDSI)              | Par de cobre | punto a punto                   | 5             | UIT-T     |
| Global System for Mobile communicatios (GSM)            | Aéreo        | bidireccional, medio compartido | 37            | ETSI      |
| Redes de radiodifusión en amplitud y frecuencia (AM/FM) | Aéreo        | difusión, punto a multipunto    | decenas       | UIT-R     |
| Redes analógicas de televisión (TV)                     | Aéreo        | difusión, punto a multipunto    | decenas       | UIT-R     |

## Acceso por cable

### Par de cobre
El medio físico más extendido en las redes de telecomunicaciones a nivel global es mediante un par de cobre, usado tradicionalmente para el servicio de teléfono, pero sus características de propagación le permiten transportar una mayor cantidad de información, en efecto a la fecha es capaz de transportar señales de voz, vídeo y datos en forma simultánea, tal es el caso de VDSL2 con un ancho de banda superior a 200 Mbit/s.

### Cable coaxial
El cable coaxial prácticamente se encuentra solo en los accesos para proveer el servicio de televisión por cable y mediante la adición de componentes electrónicos adecuados también es capaz de soportar lo que se conoce como triple play (teléfono, televisión y acceso a Internet).

### Fibra óptica
El mejor de los medios físicos es indiscutiblemente la fibra óptica, que en teoría puede ser capaz de transportar volúmenes de información en el orden de los terabit/s.

### Redes híbridas coaxial-fibra
Nada impide que se usen combinaciones de tecnologías para llevar el servicio hasta el usuario final y ese es el caso de las redes híbridas de fibra óptica y cable coaxial (conocidas por sus siglas inglesas: HFC).

## Acceso inalámbrico
El desarrollo tecnológico experimentado en los últimos años que aprovecha la propagación de señales electromagnéticas a través del espacio libre (reflexión y refracción) ha permitido un explosivo crecimiento de los servicios de telecomunicaciones. Las distintas tecnologías (GSM, 3G, WiFi, WiMax, LMDS, etc.) permiten proporcionar acceso a los más variopintos dispositivos (portátiles, teléfonos móviles, tabletas, videoconsolas portátiles, etc.).

### Acceso fijo
Generalmente el acceso fijo se lo asocia a conexión de cableado cobre, Fibra u otro medio de tecnología inalámbrica que al usuario no le permite movilidad, y proporcionan grandes anchos no son flexibles a los cambios.

### Acceso móvil
Todo tipo de dispositivos móviles puede disponer de acceso por medio de una o más tecnologías, así se puede disponer, por ejemplo de tabletas que permiten el acceso vía WiFi o 3G, de forma indiferente, para proporcionarle acceso a datos.
- Datos: Q228327